# لاسلو سابو
لاسلو سابو (بالمجرية: Szabó László)‏ ( 19 مارس 1917، بودابست - 8 أغسطس 1998، بودابست) أستاذ كبير هنغاري في الشطرنج تأهل إلى مسابقة الترشح للعب على بطولة العالم ثلاث مرات (1950، 1953، 1956) وفاز بالبطولة المجرية للشطرنج ثمان مرات من 1935 حتى 1968.

## مسيرته

### بدايته في الشطرنج

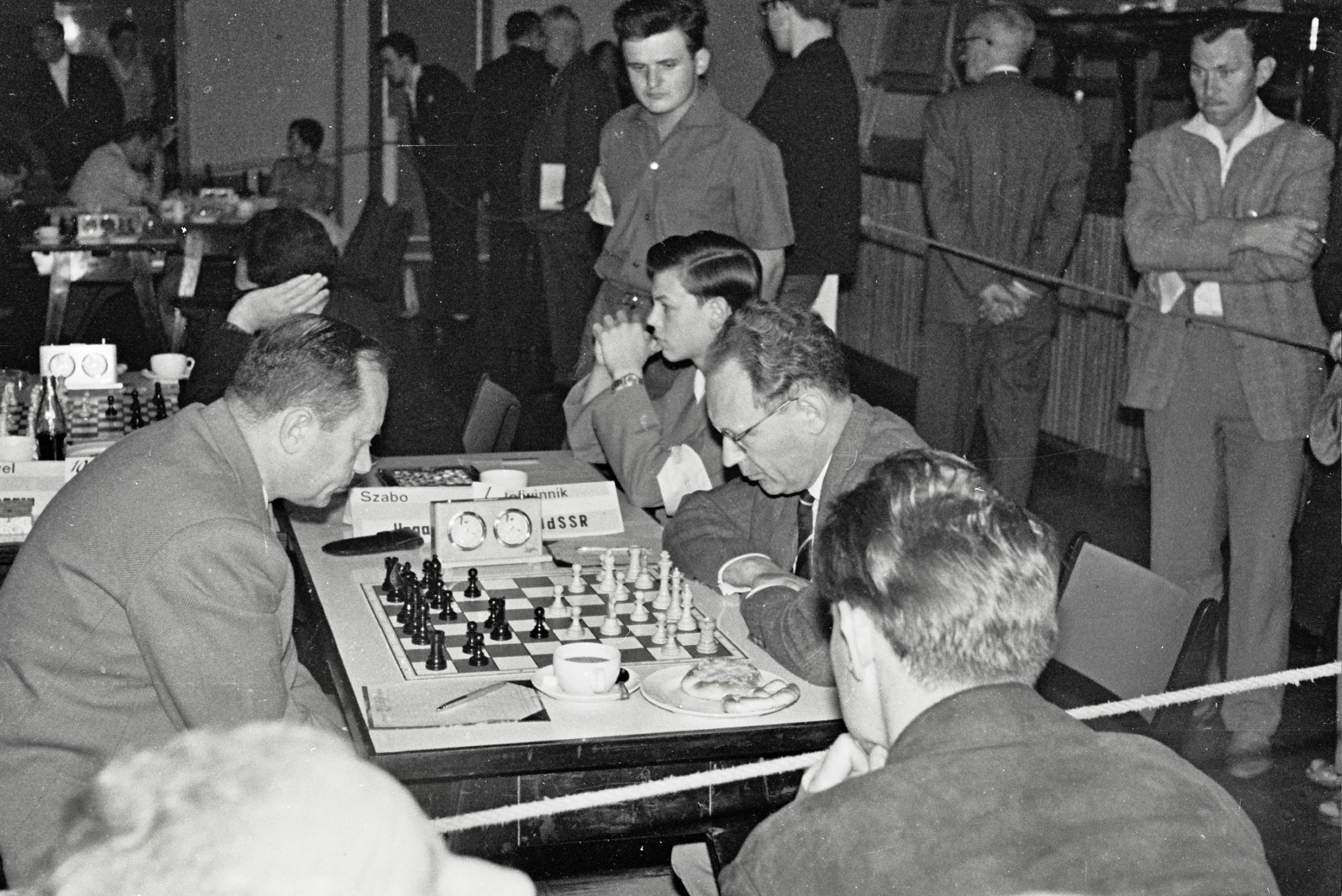
زابو ضد بوتفنيك في 1961.

بدأ ظهور سابو في عالم الشطرنج بسن مبكرة فقد ولج عالمه عام 1935 وعمره 18 سنة وفي ذلك العام فاز ببطولة المجر (وقد فاز بها ثمان مرات في مسيرته) وبطولة دولية في تاتا ليمثل بعد ذلك بلاده في أولمبياد وارسو 1935، والعام المقابل في أولمبياد ميونخ 1936 وحصل على 16.5 نقطة من أصل 19 وحصل بذلك على أفضل أداء في البطولة.
قبل 1945 حقق المزيد من النجاحات كفوزه ببطولة هاستينغ للشطرنج 1938-1939 (بطولة شارك فيها بانتظام) وكذلك عمل بنكيا متخصصا في التعاملات الدولية، في بداية الحرب العالمية الثانية عين في وحدة عمل إجبارية وتم أسره من قبل القوات السوفيتية التي عاملته كأسير حرب، ولم يلعب في البطولات حتى نهاية الحرب.

## منشوراته
- (بالألمانية)

```

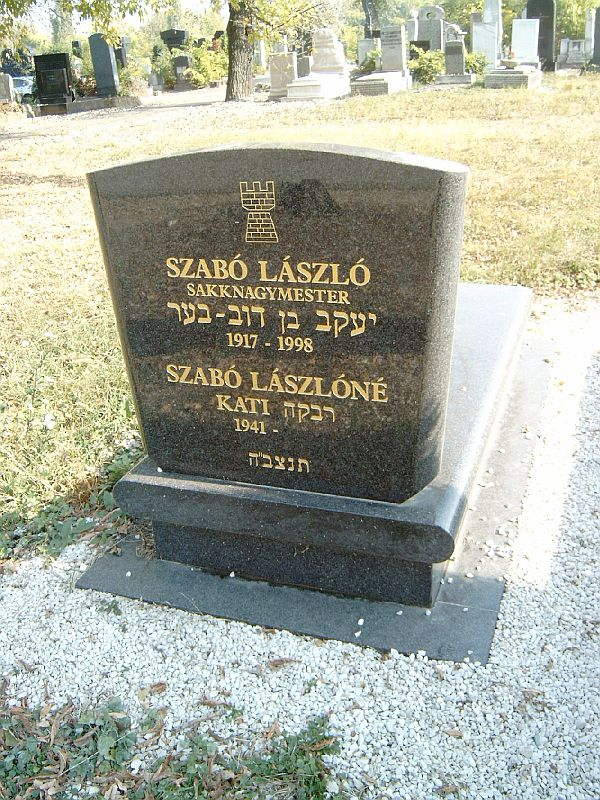
قبـر سابو في بوداباست

Meine besten Partien (1990) (أفضل مبارياتي في الشطرنج).
```

- (بالإنجليزية) My best games of chess (1986)

## روابط خارجية
- لاسلو سابو على موقع مباريات الشطرنج (الإنجليزية)
- لاسلو سابو على موقع 365Chess.com (الإنجليزية)
- لاسلو سابو على موقع Chesstempo.com (الإنجليزية)
- لاسلو سابو سجل أولمبياد الشطرنج على موقع OlimpBase.org (الإنجليزية)